# Wladimir Prokofjewitsch Walujew
Wladimir Prokofjewitsch Walujew (russisch Владимир Прокофьевич Валуев; * 16. Juli 1947 in Krasnyj Lutsch, Ukrainische SSR, Sowjetunion) ist ein russischer Admiral. Er war von 2001 bis 2006 Kommandeur der Baltischen Flotte.

## Leben
Walujew absolvierte 1969 die Seekriegshochschule für U-Bootfahrer „Leninscher Komsomol“. Anschließend diente er als Gefechtsabschnittskommandeur für Raketen/Artilleriebewaffnung (GA-2) auf dem konventionellen U-Boot „S-44“ des Projektes 644 und später als Kommandeur für die Gefechtsabschnitte GA-2 und GA-3 (Mine/Torpedobewaffnung). 1971 wurde er Wachoffizier auf dem U-Boot „K-70“ des Projektes 651. Ab 1974, nach Abschluss höherer Offizierslehrgänge, diente er als Erster Offizier auf einem Atom-U-Bootkreuzer und wurde 1978 Kommandant des Atom-U-Bootes „K325“ des Projektes 670 der Nordflotte. Nachdem er 1983 die Seekriegsakademie absolviert hatte, wurde Walujew zunächst als Stellvertreter des Kommandeurs und ab 1988 als Kommandeur einer U-Bootdivision der Pazifikflotte eingesetzt. Von 1991 bis 1993 war er Offiziershörer der Woroschilow Militärakademie des Generalstabes und wurde nach deren Abschluss als Stabschef und 1. Stellvertreter des Kommandeurs der 4. U-Bootflottille in Primorje verpflichtet. Nach der Umformierung der Flottille in ein Geschwader wurde Konteradmiral Walujew dessen erster Kommandeur. 1996 wurde er zum Vizeadmiral befördert und avancierte zum stellvertretenden Chef des Hauptstabes der Russischen Seekriegsflotte. Auf Befehl des Verteidigungsministers der Russischen Föderation vom 20. November 1996 wurde er als 1. Stellvertreter des Kommandeurs der Baltischen Flotte eingesetzt. Nach der Wahl von Admiral Jegorow zum Gouverneur der Oblast Kaliningrad im November 2000 übernahm Walujew dessen Pflichten als Kommandeur der Baltischen Flotte. Mit Anordnung Nr. 415 des Präsidenten des Russischen Föderation vom 11. April 2001 wurde er zum Kommandeur der Baltischen Flotte ernannt und am 11. Dezember 2001 zum Admiral befördert. Am 20. Mai 2006 wurde er aus gesundheitlichen Gründen in den Ruhestand entlassen und von Vizeadmiral Sidenko als Kommandeur der Baltischen Flotte abgelöst.
Walujew ist verheiratet und ist Vater zweier Töchter.

## Auszeichnungen
- Orden „Für den Dienst am Vaterland in den Streitkräften der UdSSR“ 3. Klasse
- Tapferkeitsorden
- Militärischer Verdienstorden
- weitere Medaillen